# Fotbal Club Milsami Orhei 2014-2015
Questa voce raccoglie le informazioni riguardanti il Fotbal Club Milsami Orhei nelle competizioni ufficiali della stagione 2014-2015.

## Rosa
| N. |                     | Ruolo | Calciatore           |
| -- | ------------------- | ----- | -------------------- |
| 1  | Moldavia (bandiera) | P     | Radu Mîțu            |
| 2  | Marocco (bandiera)  | D     | Adil Rhaili          |
| 3  | Romania (bandiera)  | D     | Cornel Gheți         |
| 4  | Moldavia (bandiera) | D     | Octavian Abrudan     |
| 6  | Nigeria (bandiera)  | D     | Ovye Monday          |
| 7  | Romania (bandiera)  | D     | Ovidiu Mendizov      |
| 8  | Moldavia (bandiera) | C     | Artur Pătraș         |
| 9  | Moldavia (bandiera) | A     | Alexandru Antoniuc   |
| 10 | Moldavia (bandiera) | A     | Constantin Iavorschi |
| 11 | Romania (bandiera)  | A     | Cristian Bud         |
| 12 | Moldavia (bandiera) | P     | Andrian Negai        |
| 13 | Brasile (bandiera)  | D     | Lucas Tagliapietra   |

| N. |                     | Ruolo | Calciatore         |
| -- | ------------------- | ----- | ------------------ |
| 14 | Croazia (bandiera)  | C     | Karlo Belak        |
| 15 | Moldavia (bandiera) | D     | Denis Rassulov     |
| 16 | Moldavia (bandiera) | C     | Alexandru Dulghier |
| 17 | Moldavia (bandiera) | C     | Eugen Slivca       |
| 18 | Moldavia (bandiera) | C     | Vadim Călugher     |
| 19 | Romania (bandiera)  | A     | Romeo Surdu        |
| 20 | Moldavia (bandiera) | C     | Andrei Cojocari    |
| 21 | Moldavia (bandiera) | P     | Gheorghe Bantîș    |
| 22 | Moldavia (bandiera) | C     | Gheorghe Andronic  |
| 24 | Moldavia (bandiera) | D     | Victor Gheorghiu   |
| 29 | Romania (bandiera)  | D     | Adrian Grigoruță   |